# Segelfluggelände Neuruppin

i7
i11
i13
Das Segelfluggelände Neuruppin liegt in der Stadt Neuruppin im Landkreis Ostprignitz-Ruppin in Brandenburg, etwa 2,5 Kilometer nordwestlich des Zentrums von Neuruppin.

## Flugbetrieb
Das Segelfluggelände ist mit einer 800 m langen und 30 m breiten Start- und Landebahn aus Gras (Richtung 10/28) ausgestattet. Es besitzt eine Betriebszulassung für Segelflugzeuge und Motorsegler sowie für Flugzeuge bis 2000 kg höchstzulässiger Startmasse (MTOM) und Ultraleichtflugzeuge, soweit diese bestimmungsgemäß zum Schleppen von Segelflugzeugen oder Motorseglern Verwendung finden. Der Start von Segelflugzeugen und nicht selbststartenden Motorseglern erfolgt per Windenstart oder Flugzeugschlepp. Das Segelfluggelände wurde am 5. August 2002 genehmigt. Die Betriebsaufnahme wurde mit Wirkung vom 25. Oktober 2002 gestattet.
Der Halter des Segelfluggeländes ist die Interessengemeinschaft Segelfluggelände Neuruppin GbR. Die Betreiber sind der Luftsportclub Kranich Berlin e. V. und der Flugtechnische Verein Spandau 1924 e. V.